# Palamós
Palamós település Spanyolországban, Girona tartományban. Palamós Vall-llobrega, Mont-ras, Calonge és Forallac községekkel határos. Lakosainak száma 18 651 fő (2024).

## Népesség
A település népessége az elmúlt években az alábbi módon változott:
| Lakosok száma | 916  | 3443 | 7100 | 7639 | 12 082 | 16 231 | 18 161 | 17 805 | 17 910 | 18 651 |
|               | 1717 | 1887 | 1936 | 1960 | 1986   | 2004   | 2009   | 2014   | 2019   | 2024   |